# Cernogorsk
Cernogorsk (ru. Черногорск) este un oraș din Republica Hacasia, Federația Rusă și are o populație de 73.077 locuitori.